# 大和市立上和田小学校
大和市立上和田小学校（やまとしりつ かみわだしょうがっこう）は神奈川県大和市上和田にある公立小学校。

## 所在地
神奈川県大和市上和田2695

## 通学地域
- 上和田の一部
- 福田の一部
- 渋谷1丁目

## 進学先
- 大和市立上和田中学校